# If the Lights Go Out
If the Lights Go Out è un singolo della cantautrice britannica Katie Melua pubblicato il 25 febbraio 2008, terzo estratto dall'album Pictures.

## Il disco
Il brano è stato scritto e prodotto da Mike Batt.

## Tracce
CD-Maxi
1. If The Lights Go Out (Radio Mix)
2. Looking For Clues

## Classifiche
| Classifica (2008) | Posizione massima |
| ----------------- | ----------------- |
| Belgio (Fiandre)  | 46                |
| Paesi Bassi       | 58                |